# Suèvres
Suèvres – miejscowość i gmina we Francji, w Regionie Centralnym, w departamencie Loir-et-Cher.
Według danych na rok 1990 gminę zamieszkiwało 1360 osób, a gęstość zaludnienia wynosiła 37 osób/km² (wśród 1842 gmin Regionu Centralnego Suèvres plasuje się na 293. miejscu pod względem liczby ludności, natomiast pod względem powierzchni na miejscu 216.).